# Odinstal
Odinstal – alternativ Waldbauernhof Odinstal genannt – ist ein Bauwerk und zugleich Wohnplatz innerhalb von Wachenheim an der Weinstraße. Er steht unter Denkmalschutz.

## Lage
Der Waldbauernhof befindet sich südwestlich des Siedlungsgebietes der Stadt im namensgebenden Odinsthal. Nordöstlich befinden sich Weinberge. Unmittelbar westlich erstreckt sich der zum Pfälzerwald gehörende Pechsteinkopf. Unmittelbar südlich schließt sich das Naturschutzgebiet Haardtrand – Am Bechsteinkopf mit dem Margarethental an. In diesem Bereich befindet sich außerdem die Gemarkungsgrenze zur Ortsgemeinde Forst an der Weinstraße.

## Architektur
Beim Gebäude handelt es sich um ein Herrenhaus. Es stellt einen klassizistischen Walmdachbau dar.

## Geschichte
Das Bauwerk entstand ab 1830. Mittlerweile beherbergt es das Weingut Odinsthal, nachdem es Ende der 1990er Jahre von Thomas Hensel erworben wurde. Bis zu ihrem Tod war das Gebäude Wohnort des früheren Models Ute Kittelberger (1958–2021), verheiratete Hensel.